# Citykyrkans församling
Citykyrkans församling är en kristen församling i Linköping. Medlemmarna bekänner sig till en baptistisk och karismatisk kristendom och har en evangelikal bibelsyn. Antalet medlemmar i församlingen är drygt 80. Församlingen samarbetar inom frikyrkosamfundet Evangeliska Frikyrkan.

## Historik
Församlingen grundades 1953, men har sina rötter i 1800-talets väckelser kring Helgelseförbundet och en lokal missionsförening med namnet Senapskornets vänner. Missionsföreningen omvandlades till en församling med namnet Salem i samband med att Ebenezerkyrkan blev till salu. Köpet genomfördes dock inte, utan den nybildade Salemförsamlingen började istället att hyra olika lokaler, först på Götgatan och senare i Åbylunds Centrum. Till församlingen anslöt sig 1976 Betaniaförsamlingen i Norsholm, och 1984 Betaniaförsamlingen i Sturefors.

## Kyrka
1977 förvärvades den tidigare bankfastigheten på S:t Larsgatan 19 Citykyrkan, Linköping och sedan 1978 har församlingen haft denna lokal som kyrka. 1984 bytte församlingen namn till Citykyrkans församling.